# Кулундинська сільська рада
Кулунди́нська сільська рада (рос. Кулундинский сельский совет) — сільське поселення у складі Кулундинського району Алтайського краю Росії.
Адміністративний центр та єдиний населений пункт — село Кулунда.

## Населення
Населення — 14674 особи (2019; 14527 в 2010, 15466 у 2002).